# Rhytidothorax latiscapus
Rhytidothorax latiscapus är en stekelart som först beskrevs av Prinsloo och Annecke 1979.  Rhytidothorax latiscapus ingår i släktet Rhytidothorax och familjen sköldlussteklar. Inga underarter finns listade i Catalogue of Life.